# Georg-Brauchle-Ring (métro de Munich)
Georg-Brauchle-Ring (en allemand : U-Bahnhof Georg-Brauchle-Ring) est une station de la ligne U1 du métro de Munich. Elle est située sous la Hanauer Straße au nord de l'intersection avec le Georg-Brauchle-Ring dans le secteur de Moosach, à Munich en Allemagne.
Mise en service en 2003, elle est desservie par les rames des lignes U1 et U7 qui est une ligne d'exploitation de renfort qui circule sur les lignes d'infrastructure UI, U2 et U5.

## Situation sur le réseau

Plan du métro (2020).

Établie en souterrain, Georg-Brauchle-Ring est une station de passage de la ligne U1 du métro de Munich. Elle est située entre la station Olympia-Einkaufszentrum, terminus nord, et la station Westfriedhof, en direction du terminus sud Mangfallplatz,.
Elle dispose d'un quai central encadré par les deux voies de la ligne U1. Ces installations sont également desservies par les rames de renfort de la ligne U7 du métro de Munich,.

## Histoire
La station Georg-Brauchle-Ring est mise en service le 18 octobre 2003, lors de l'ouverture à l'exploitation du prolongement de Westfriedhof au nouveau terminus de la ligne U1 Georg-Brauchle-Ring. Elle est nommée en référence à la voie routière qui passe au-dessus, qui elle-même doit son nom au maire de Munich Georg Brauchle (de) (1915-1968). Elle est due à l'architecte Burkhard Schäffer (de), en collaboration avec l'équipe du métro de Munich. La plate-forme est sans pilier et a une hauteur de 7,50 m. Les murs de derrière la voie ont des images de la région et du monde entier comme Berlin ou New York, réalisées par l'artiste Franz Ackermann. Les zones entre les images sont constituées de rectangles colorés. La structure spatiale favorisée par la surface au sol légère se poursuit avec les portiques.
Elle devient une station de passage le 31 octobre 2004, lors de l'ouverture à l'exploitation du prolongement suivant de Georg-Brauchle-Ring à Olympia-Einkaufszentrum.

## Services aux voyageurs

### Accès et accueil
Elle est située sous la Hanauer Straße.

### Desserte
Georg-Brauchle-Ring (U1/U7) est une station de passage de la ligne U1, desservie par toutes les rames de cette ligne. C'est également une station de passage de la ligne U7, qui fait circuler des rames de quatre voiture pendant les pics de fréquentation. Principalement le matin entre 7h et 9h et l'après-midi entre 15h et 19h, elle ne circule pas pendant les vacances scolaires.

Installations et desserte
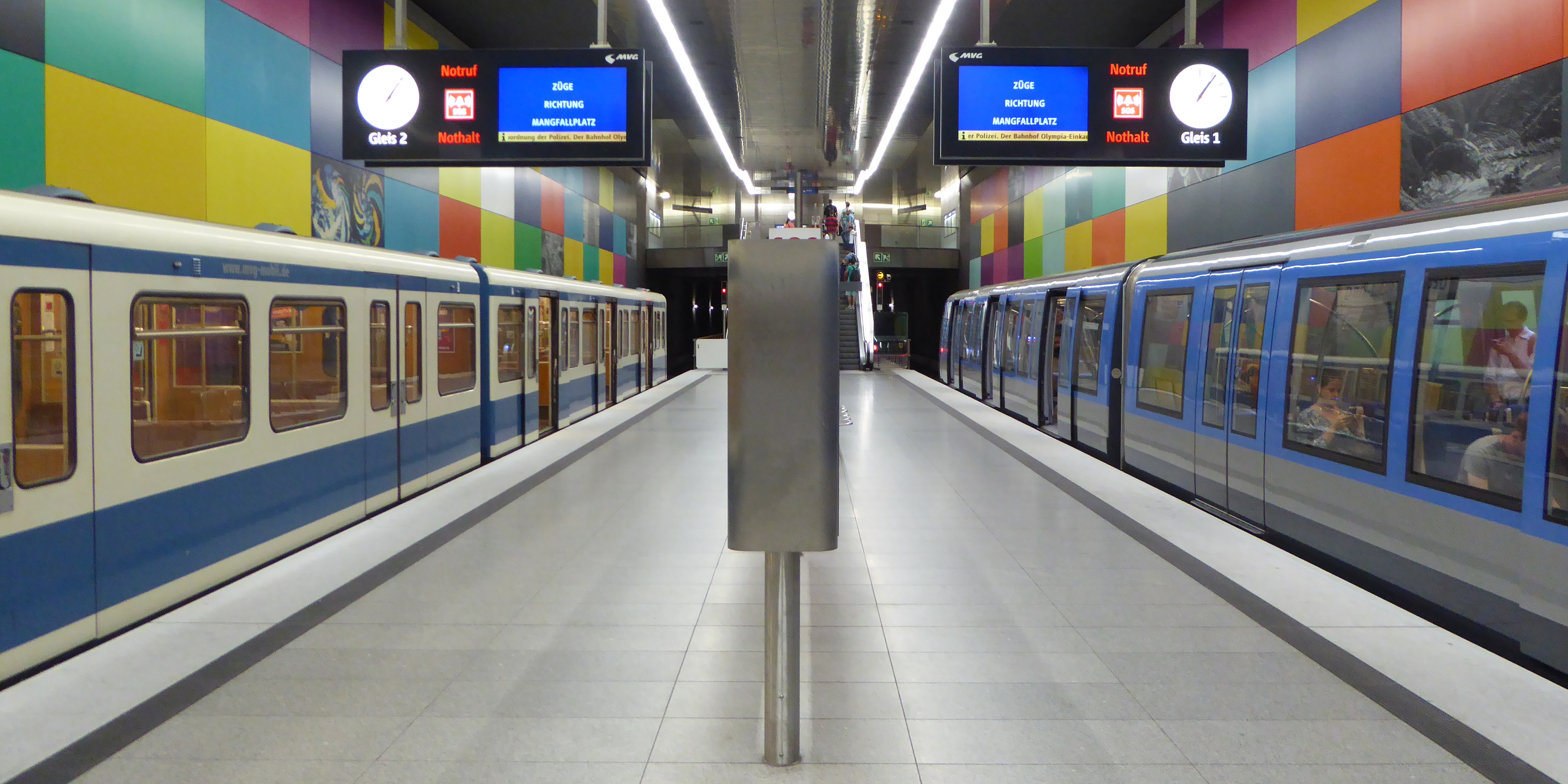

### Intermodalité
À proximité des arrêts de bus sont desservis par les lignes 143, 175, 180 et N71.

## Art dans la station
En 2005, l'artiste Franz Ackermann reçoit le prix 2004 mfi dans le cadre du Kunst am Bau, l'équivalent allemand du 1 % artistique en France, pour son œuvre murale intitulée Die große Reise,.

## À proximité
- Cimetière de l'Ouest (Munich)